# Rumšiškės
Rumšiškės és una ciutat lituana (amb una població de 1.700 habitants aprox.), situada a 20 km a l'est de Kaunas a la riba nord del pantà de Kaunas. La part sud de la població (incloent el lloc de naixement del poeta lituà Jonas Aistis) es troba sota les aigües del llac artificial. L'església de Sant Miquel Arcàngel de Rumšiškės del segle xviii -reconstruïda al segle xix- es va salvar i va ser traslladada al seu actual lloc el 1958, quan es va realitzar el pantà.

## Història
Rumšiškės va ser esmentat documentalment per primera vegada al segle xiv. El 1940-1941, va ser creat un camp de concentració soviet al poble proper Pravieniškės. Després de 1941, el camp va ser utilitzat pels nazis: al voltant de 700 jueus lituans van ser assassinats pels nazis a prop Rumšiškės durant la Segona Guerra Mundial. L'antiga població va ser inundada pel pantà de Kaunas creat a la dècada de 1950.

## Museu etnogràfic a l'aire lliure
Rumšiškės és coneguda pel seu excel·lent museu etnogràfic a l'aire lliure, fundat el 1966 i inaugurat el 1974.
El museu mostra la tradició de la vida rural de Lituània en una gran col·lecció d'autèntics edificis restaurats del poble lituà on vivien i treballaven. La superfície total de 175 hectàrees conté 140 edificis dels segles xviii i xix, amb l'interior i els voltants originals restaurats. Aquest museu va ser creat per ajudar a investigar i preservar les antigues formes de vida.

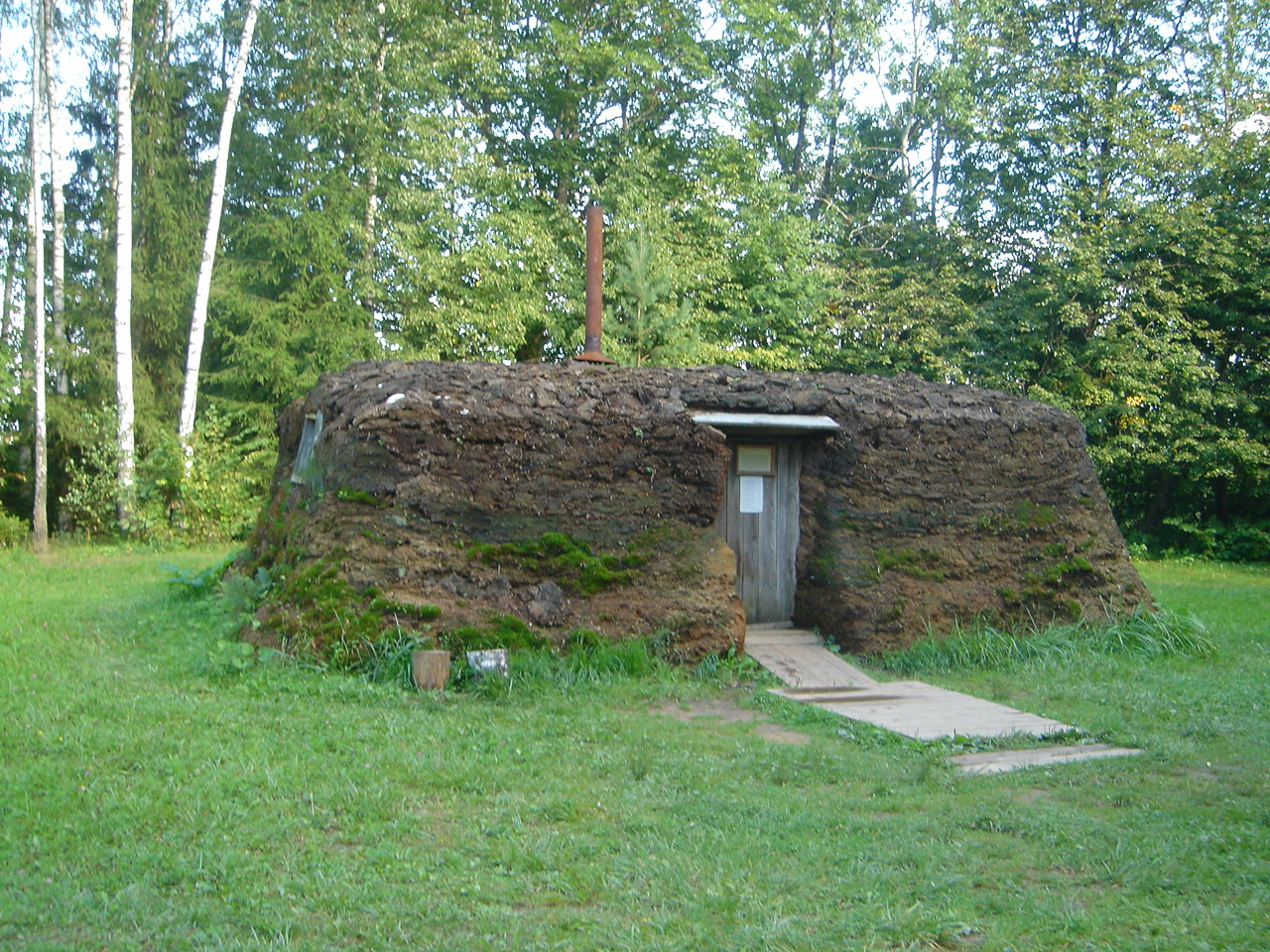
Habitatge utilitzat per deportats lituans a Sibèria
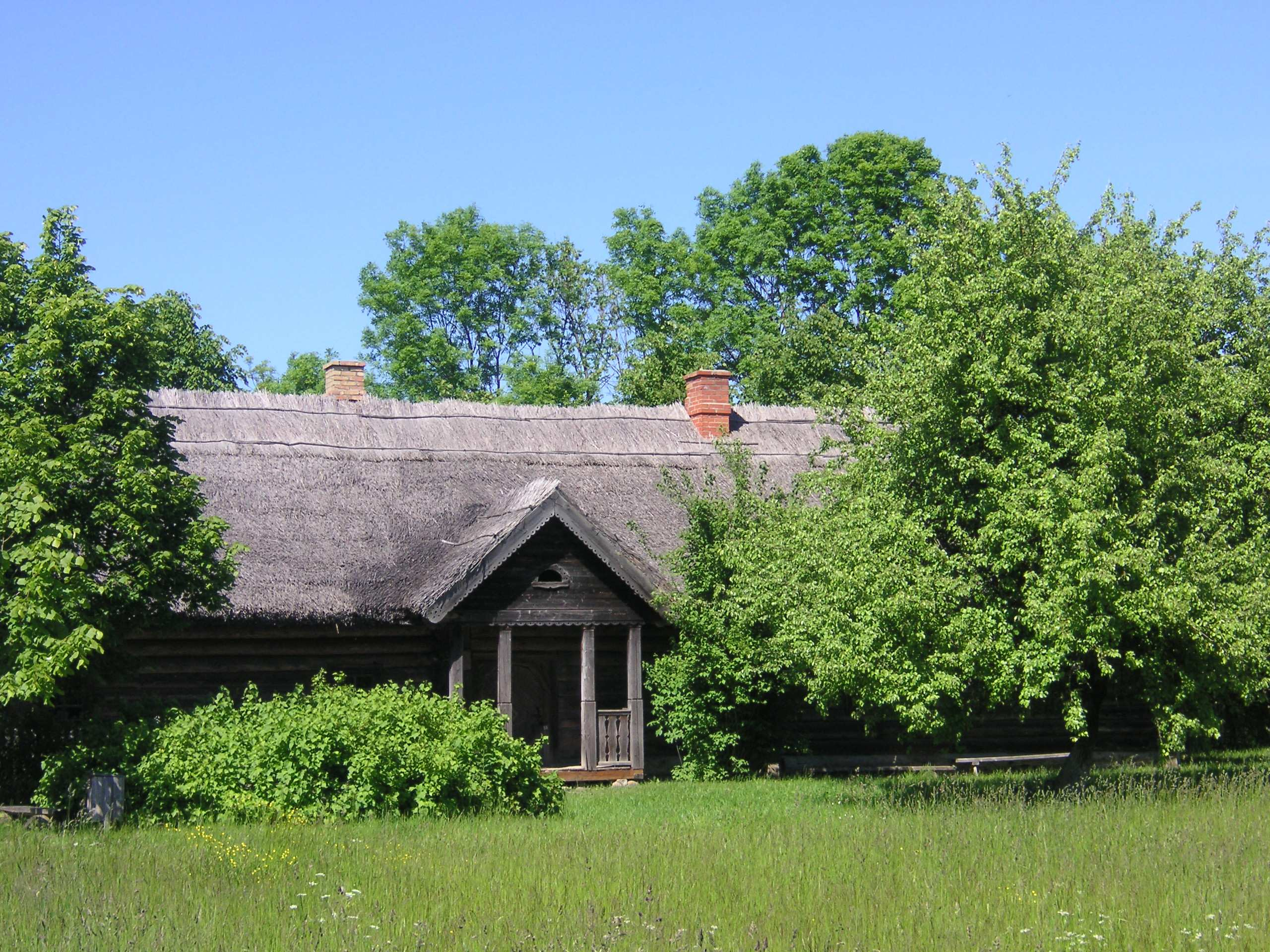
Casa de fusta
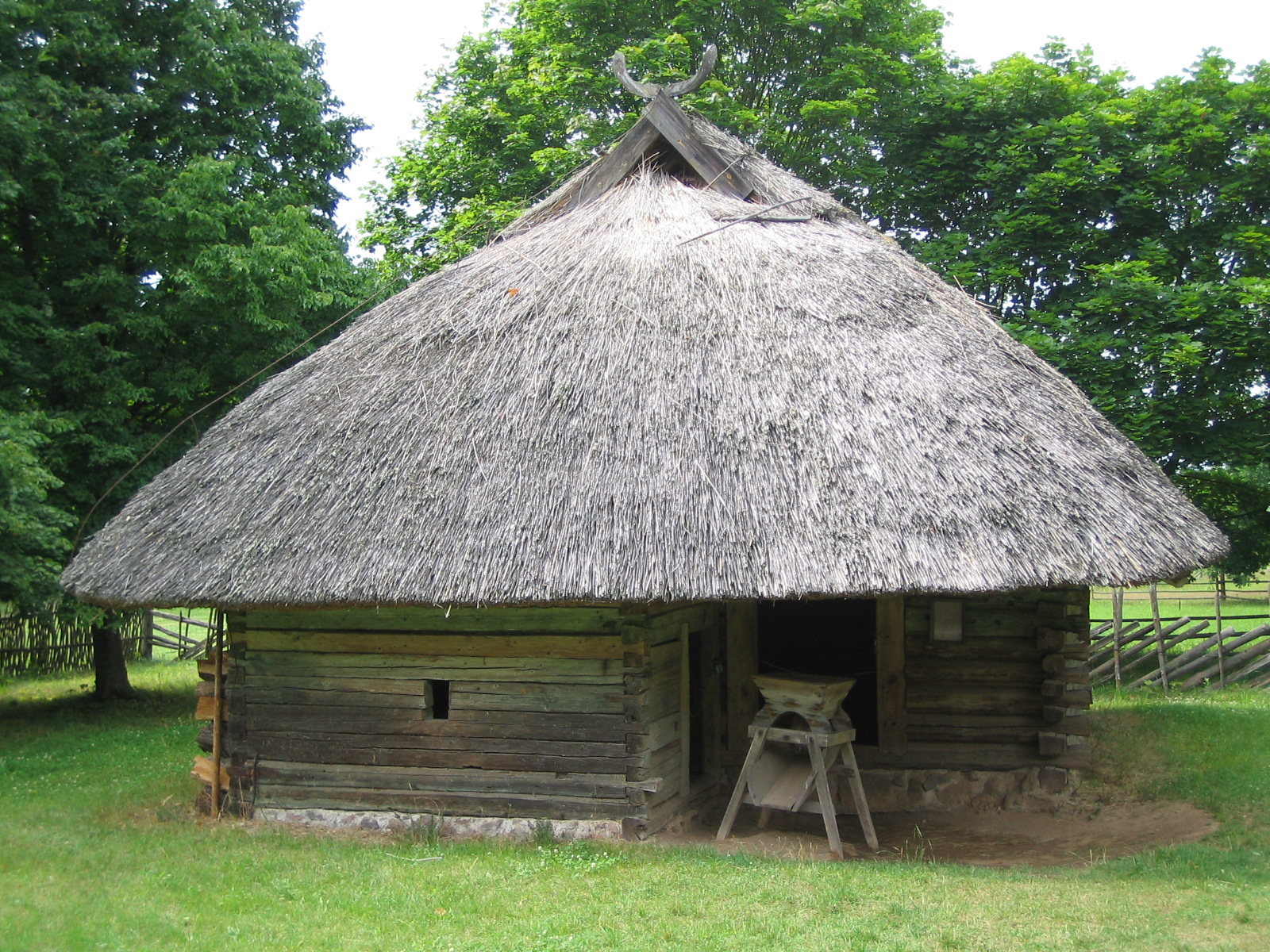
Celler del districte Kretinga restaurat i instal·lat al museu
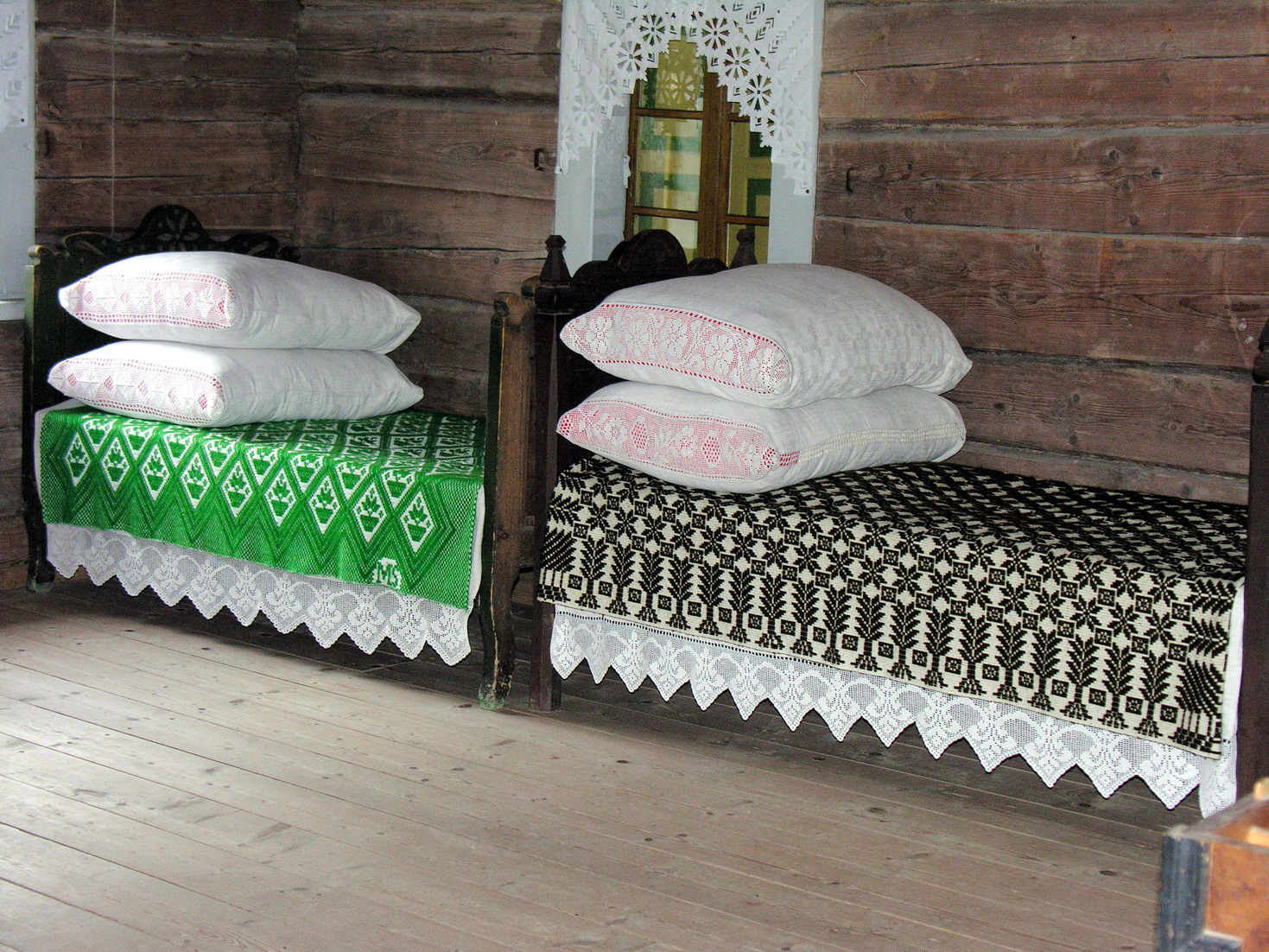
Interior d'una casa tradicional

Els edificis d'aquest museu que s'exposen representen les principals regions etnogràfiques de Lituània: Aukštaitija, Samogítia, Dzūkija i Suvalkija. El museu a l'aire lliure allotja els exemples més valuosos de granges lituanes.
El territori del museu és un lloc molt popular, on se celebren festes de ball i cants populars. Aquest museu es troba a 18 km a l'est de Kaunas, a prop de l'autopista Vílnius-Kaunas.